# Vorlons
Les Vorlons sont, dans l'univers de la série Babylon 5, un peuple extraterrestre non humanoïde, parmi les plus mystérieux des personnages de cette fiction.

## Description

### Apparence
Les Vorlons sont une espèce non humanoïde très avancée qui a quitté sa forme physique pour n'exister que sous forme d'énergie pure. Les espèces inférieures les considèrent comme des créatures divines. Lorsque l'ambassadeur vorlon Kosh quitte sa combinaison pour sauver la vie du capitaine Sheridan, les ambassadeurs assistant à la scène voient chacun quelque chose de différent : les Drazis la déesse Droshalla, les Minbaris la déesse Valéria, les Narns la figure religieuse de G'lan, les humains un ange et les Centauris... rien.

### Caractéristiques mentales
Les capacités télépathiques des Vorlons permettent à ceux-ci de se présenter à chaque espèce intelligente sous une forme qui convienne à celle-ci.
Leur langue utilise un mélange polyphonique de sons. Leur communication avec les autres espèces se fait au moyen de traducteurs électroniques. 

### Organisation sociale
On ne sait pas grand chose sur la planète et l'empire des Vorlons, sinon qu'ils sont régis par un gouvernement.

### Flotte et armement
Les Vorlons disposent de vaisseaux-mères, de croiseurs, de chasseurs et de vaisseaux de transport. Ils ont en plus un vaisseau destructeur capable de faire exploser une planète de la taille de la Terre. Les vaisseaux-mères sont organiques et conscients tout en étant dotés d'un équipage. Leur armement consiste en un faisceau qui est généré par quatre bras. La même arme se retrouve dans les chasseurs et les transporteurs. Ces derniers servent principalement aux déplacements des ambassadeurs.

### Rapports avec les autres espèces

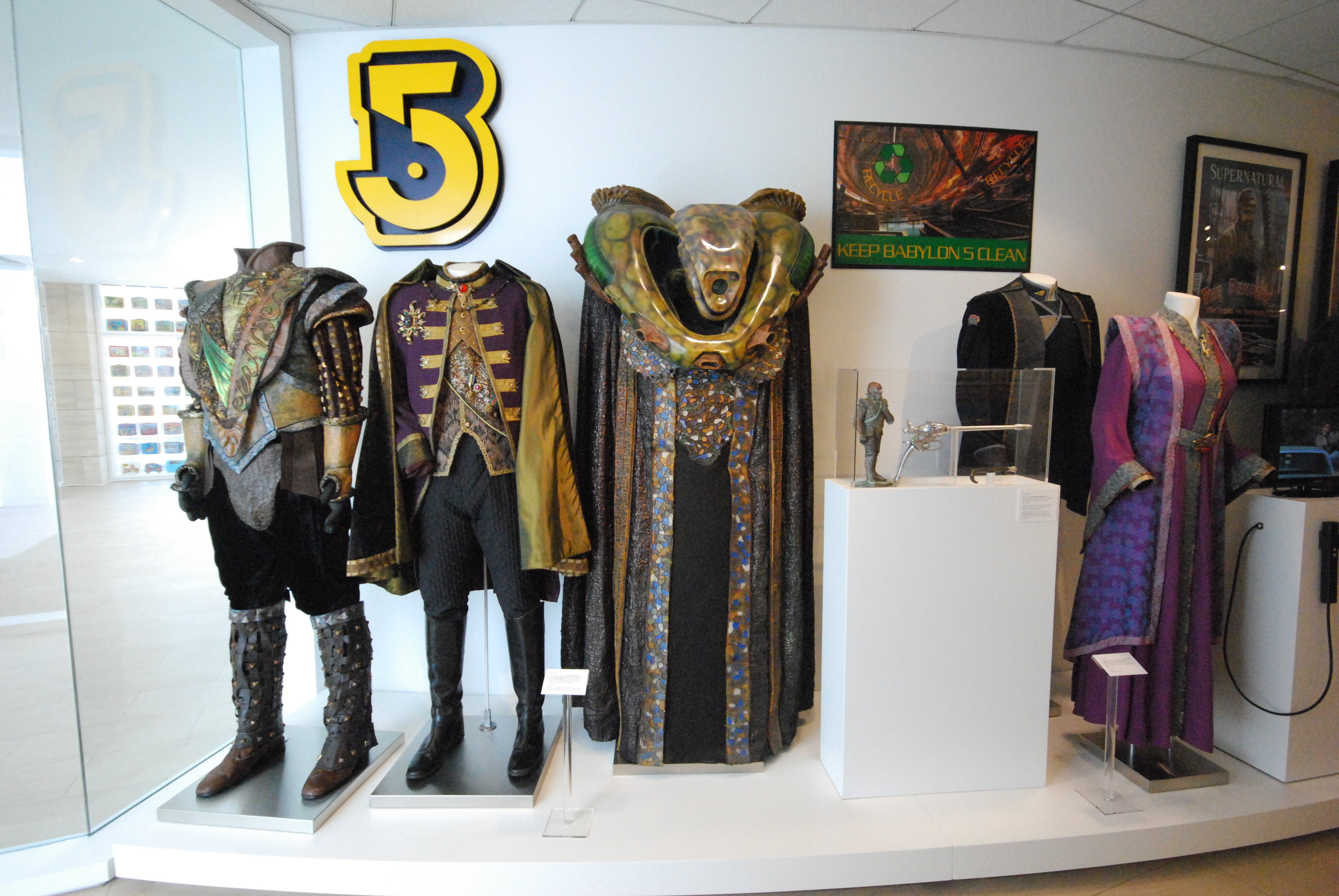
Costumes des ambassadeurs de la série, au centre celui de Kosh.

Au cours des millions d'années de leur existence spatiale, les Vorlons ont développé de vastes sociétés multiplanétaires à travers la galaxie. Étant dans les premières espèces à atteindre l'espace, les Vorlons coexistent paisiblement avec les autres espèces et forment des alliances avec leurs voisins.
Lorsque la majeure partie des espèces premières décident de partir vers de nouveaux horizons et quittent la galaxie, les Vorlons les accompagnent mais laissent derrière eux quelques stations et leur ancienne planète-mère habitée. Ceux d'entre eux restés sur place décident d'aider les espèces plus jeunes à se développer et prennent contact avec elles afin de les influencer selon leurs perceptions de l'évolution. Les Vorlons constituent alors dans ces peuples des structures sociales basées sur l'ordre. Ils définissent leur modèle hiérarchique par une question simple : « Qui es-tu ? », qui permet aux primitifs d'explorer la découverte de soi dans une société hiérarchique où le titre personnel fait partie d'un ensemble organisé.

### Vorlons contre Ombres
Une autre espèce non humanoïde, tout aussi ancienne que les Vorlons, les Ombres, a une perception diamétralement opposée. Pour elle, l'évolution des espèces primitives se fait plus efficacement à travers la guerre et les conflits. Les Ombres suscitent de violentes batailles entre deux belligérants. Le vainqueur élimine les plus faibles. Ils définissent eux aussi leur modèle chaotique par une question simple : « Que veux-tu ? ». L'Empire Vorlon ignore les Ombres, faisant appliquer l'ordre sur les innombrables mondes sur lesquels il a de l'influence. Un pacte de respect mutuel s'étant établi entre les deux espèces anciennes, le conflit entre les deux perceptions se fait plutôt à travers leurs protégés. 

### Ambassadeurs vorlons
Alors que la série Babylon 5 commence, un ambassadeur de l'Empire Vorlon, Kosh, est dépêché sur la station pour participer à l'alliance des mondes non alignés.